# Ferran Soriano
Ferran Soriano Compte (Barcelona, 16 de junio de 1967) es un empresario, consultor y ejecutivo español, que desde septiembre de 2012 ejerce como director ejecutivo del Manchester City F. C., equipo de la Premier League inglesa.
Entre 2003 y 2008 fue vicepresidente económico y director general del Fútbol Club Barcelona durante el mandato de Joan Laporta. Después ocupó la presidencia de la aerolínea Spanair desde abril de 2009 hasta su desaparición en 2012.

## Biografía
Nació en una familia de comerciantes: su madre era peluquera y su padre regentaba una pollería en el barrio barcelonés del Pueblo Nuevo, donde pasó su infancia. En su formación académica se licenció en Ciencias Empresariales con un máster en Dirección y Administración de Negocios por el ESADE de Barcelona (1985 a 1990), el Instituto Politécnico Rensselaer de Nueva York (1989) y la Universidad Católica de Lovaina (1990).
Inició su experiencia empresarial en industrias de productos de gran consumo, nuevas tecnologías y entretenimiento, con cargos de responsabilidad en The Mac Group y Reckitt Benckiser. En 1993 fundó junto a Marc Ingla, Javier Rubió, Marcel Rafart y Jordi Viñas la empresa Cluster Consulting, especializada en servicios de consultoría estratégica en telecomunicaciones y que llegó a contar con diez oficinas y una red de 500 consultores, hasta su venta en el año 2000 con importantes plusvalías. En 2004 entró en el sector turístico a través de la sociedad Nauta Capital, dedicada a consultoría y estudios de mercado y que controla los portales web Groupalia y Privalia. En 2006 fue nombrado presidente de la consultora de innovación Node Partners.
En 2003 fue el director de la candidatura de Joan Laporta que ganó las elecciones a la presidencia del Fútbol Club Barcelona. Durante cinco años fue vicepresidente económico y representante del equipo en el G-14. En esa etapa desarrolló un plan para reducir la deuda y aumentar el prestigio internacional de la entidad catalana, que triplicó sus ingresos y pasó de registrar 78 millones de euros en pérdidas a un beneficio de 88 millones. Allí conoció a Txiki Begiristain, con quien participó activamente en la negociación de contratos y en el establecimiento de relaciones con otros equipos y mercados.
Soriano dimitió de su cargo el 6 de julio de 2008, en desacuerdo por la decisión de Laporta de continuar al frente tras una moción de censura fallida. Fruto de su experiencia de esos cinco años escribió el libro "La pelota no entra por azar" (Ed. Leqtor, 2006). Más tarde respaldó a Marc Ingla en su candidatura para la presidencia del F. C. Barcelona de 2010. Sin embargo, el vencedor de las elecciones fue Sandro Rosell.
En abril de 2009 fue nombrado presidente de la aerolínea Spanair, después de que un grupo de inversores catalanes, con el Gobierno de Cataluña y el Ayuntamiento de Barcelona como accionistas de referencia, se hiciera con el control. El objetivo de los nuevos propietarios era convertir al Aeropuerto de Barcelona-El Prat en un centro de conexión de referencia a nivel europeo, así como reducir el elevado déficit de la empresa y mejorar su imagen tras el accidente de Madrid-Barajas de un año atrás. No obstante, los problemas económicos persistieron y Soriano trató de venderla a Qatar Airways como último recurso. El fracaso de las negociaciones y la negativa de la Generalitat a aportar más fondos motivó su desaparición el 27 de enero de 2012.
Dos años después de la quiebra, el Tribunal Superior de Justicia de Cataluña condenó al consejo de administración a dos años de inhabilitación. Sin embargo, en mayo de 2016 la Audiencia Provincial de Barcelona revocó la condena al consejo de Spanair, entendiendo que el concurso no fue culpable sino fortuito, y revocó la inhabilitación del consejo y el pago de la multa.

### Manchester City
El 17 de agosto de 2012 fue nombrado director ejecutivo del Manchester City F. C. de la Premier League inglesa, con el objetivo de repetir su gestión en el F. C. Barcelona. En su mandato nombró director deportivo a Txiki Begiristain y estableció un acuerdo con la Major League Soccer de Estados Unidos para crear una franquicia en el mercado norteamericano, el New York City Football Club.
En 2013, la directiva del F. C. Barcelona que encabezaba Rosell se querelló contra Soriano y Joan Oliver por supuesta administración fraudulenta y revelación de secretos, en referencia a un caso de espionaje a trabajadores del club a través de la agencia Método 3. El juez archivó finalmente la causa al no probarse que usase fondos para ese cometido